# Ada Méndez
Ada Méndez fue una actriz, bailarina y coreógrafa argentina.

## Carrera
Méndez incursionó en la época dorada argentina de la mano de directores como Julio Saraceni y Leopoldo Torres Ríos. y junto a primeros actores de la talla de María Santos, Francisco Álvarez, Lidia Denis, Homero Cárpena, Alicia Vignoli, Hugo Pimentel, Alí Salem de Baraja, Pedro Maratea, Susana Campos, entre otros.
En su breve incursión en el cine trabajó en los films El comisario de Tranco Largo de 1942 y La importancia de ser ladrón de 1944.
También fue una eximia bailarina destacándose inclusive como coreógrafa en el film Stella en 1943.